# Red Moon
Red Moon é o segundo álbum de estúdio do grupo feminino japonês Kalafina, lançado em 17 de março de 2010 pela SME Records. 

## Visão geral
O álbum foi produzido pela fundadora e compositora do grupo, Yuki Kajiura. A canção "Lacrimosa" é tema de encerramento do anime Kuroshitsuji.

## Recepção
Alcançou a quinta posição nas paradas da Oricon Albums Chart.

## Faixas
| N.º            | Título                                              | Duração |  |
| 1.             | "Red Moon"                                          | 6:40    |  |
| 2.             | "Hikari no Senritsu" (光の旋律)                     | 6:13    |  |
| 3.             | "Te to Te to Me to Me" (テトテトメトメ)             | 4:52    |  |
| 4.             | "Fantasia"                                          | 5:21    |  |
| 5.             | "Haru wa Kogane no Yume no Naka" (春は黄金の夢の中) | 3:55    |  |
| 6.             | "Kyrie"                                             | 5:32    |  |
| 7.             | "Yami no Uta" (闇の唄)                              | 5:02    |  |
| 8.             | "Hoshi no Utai" (星の謡)                            | 4:50    |  |
| 9.             | "Storia"                                            | 3:38    |  |
| 10.            | "Intermezzo"                                        | 2:00    |  |
| 11.            | "Progressive"                                       | 5:42    |  |
| 12.            | "Lacrimosa"                                         | 4:14    |  |
| 13.            | "I have a dream"                                    | 5:56    |  |
| Duração total: | Duração total:                                      | 63:55   |  |